# Hélène de Mandrot
Hélène de Mandrot (Ginebra, 27 de novembre de 1867 — Lo Pradet, 26 de desembre de 1948) fou una artista i mecenes suïssa. Va cursar estudis d'art a Ginebra, París i Múnic. Va ser col·leccionista d'art i promotora de l'arquitectura moderna. L'any 1922 va fundar la Maison des Artistes de La Sarraz al castell de La Sarraz, on tingué lloc el primer Congrés Internacional d'Arquitectura Moderna l'any 1928.